# Nur Sultan
Nur Sultan (kazako: Nor Soltan, nata Nogai Nur bint Nogai Timur; 1451 – 1519) è stata una principessa mongola, tre volte Khanbikeh come moglie di due Khan di Kazan e di Menli I Giray, Khan di Crimea. È la donna più famosa della dinastia Giray e una delle uniche tre ad aver svolto un ruolo politico.

## Biografia
Nur Sultan nacque nel 1451 nei territori dei Manghit. Era figlia del principe mongolo Nogai Timur ibn Mansur dell'Orda Nogai e sorella del principe Nogai Tevkel Ibn Timur. 
Nel 1466, venne data in sposa al neo Khan kazako Xalil (r.1466-1467), e, alla sua morte l'anno seguente, al fratello ed erede di questi, Ibrahim (r. 1467-1479), di cui fu la seconda co-moglie e da cui ebbe due figli e una figlia. Sostenne la politica di neutralità di Ibrahim contro quella aggressiva di Ilham Ghali di Kazan (1449-1490), figlio di lui avuto dalla prima consorte Nogai Fatima Sultan (m. dopo il 1487), e per questo, quando nel 1479 Ibrahim morì e Ghali salì al trono, Nur dovette cercare rifugio coi figli alla corte di Ivan III di Russia, mentre nel 1483 suo fratello Tevkel cercò appoggio alla corte dei Giray in Crimea. 
Fu proprio Tevkel a combinare il terzo matrimonio della sorella, che nel 1487 sposò Menli I Giray, Khan di Crimea, in cambio del sostegno reciproco contro l'Orda d'Oro. Nur portò con sé nella sua nuova casa il figlio maggiore e la figlia, ma dovette lasciare l'altro in ostaggio in Russia. Come moglie del Khan, Nur si conquistò una base di influenza resa possibile dal fatto che, benché i Giray fossero una dinastia sunnita, non praticarono la segregazione delle donne negli harem fino alla metà del XVI secolo, permettendo quindi a Nur di interagire personalmente con i vari esponenti maschili del potere. Sfruttò la sua influenza per convincere il marito e Ivan III di Russia ad allenarsi per spodestare Ghali dal trono del Kazan per darlo invece a suo figlio maggiore, e fu in seguito un'importante intermediaria per il mantenimento di questa triplice alleanza fra Russia, Crimea e Kazan, al punto che, nel 1510, fu una dei due rappresentanti crimei, insieme a Sahib Giray, uno dei figli di Menli, a firmare il trattato di pace fra i tre stati. Negli anni precedenti, fra il 1494 e il 1510, compì numerosi viaggi a La Mecca e in Egitto, Kazan e Russia, per visitare il fratello e i figli ma anche per promuovere i suoi interessi politici. 
Inoltre, Nur è l'unica donna Giray nota per aver emesso privilegi, sentenze, nomine, decreti, ordini e messaggi a suo nome destinati a sovrani e vassalli, malgrado non fosse il Khan regnante e per di più una donna. 
Nur rimase vedova nel 1515, e il trono passò a Mehmed I Giray. Morì nel 1519, ed è oggi nota come la donna più famosa della dinastia Giray e una delle uniche tre politicamente attive, insieme a Ayshe Sultan, moglie di Devlet I Giray (r. 1551–1577), e a Emine Biyim Sultan, moglie di Mehmed IV Giray (r. 1642– 44 e 1654–66). 

## Discendenza
Dal suo secondo marito, Ibrahim di Kazan, ebbe due figli e una figlia:
- Muhammad Amin di Kazan (1469-1518). Khan kazako;
- Abdul Latif di Kazan (1475 - ?). Khan kazako;
- Gawharshat di Kazan (1479 - ?). Sposò Shayex Allahiar,  Khan di Qasim (r. 1512-1515), e fu reggente del Khanato kazako per conto del figlio minorenne.